# Croswell (Míchigan)
Croswell es una ciudad ubicada en el condado de Sanilac en el estado estadounidense de Míchigan. En el Censo de 2010 tenía una población de 2447 habitantes y una densidad poblacional de 392,52 personas por km².

## Geografía
Croswell se encuentra ubicada en las coordenadas 43°16′28″N 82°37′8″O / 43.27444, -82.61889. Según la Oficina del Censo de los Estados Unidos, Croswell tiene una superficie total de 6.23 km², de la cual 5.93 km² corresponden a tierra firme y (4.86%) 0.3 km² es agua.

## Demografía
Según el censo de 2010, había 2447 personas residiendo en Croswell. La densidad de población era de 392,52 hab./km². De los 2447 habitantes, Croswell estaba compuesto por el 91.66% blancos, el 0.49% eran afroamericanos, el 0.74% eran amerindios, el 0.2% eran asiáticos, el 0% eran isleños del Pacífico, el 5.15% eran de otras razas y el 1.76% pertenecían a dos o más razas. Del total de la población el 12.79% eran hispanos o latinos de cualquier raza.